# Escut del Montmell
L'escut oficial del Montmell té el següent blasonament:
Escut caironat: d'argent, un mont de tres penyes de sinople movent de la punta, el cim central, més alt que els altres dos, somat d'un castell d'or, i el de la destra, somat d'una església d'or. Per timbre, una corona mural de poble.

## Història
Va ser aprovat el 20 de març del 2006 i publicat al DOGC el 3 d'abril del mateix any. L'escut és la representació de la serra del Montmell, amb el castell del Montmell dalt la Talaia (castell de la marca del Penedès que va pertànyer al bisbe de Barcelona, avui en ruïnes) i, més avall, la primitiva església romànica de Sant Miquel.